# Зубкова, Людмила Васильевна
Людмила Васильевна Зубкова (1926 — 15 января 1981) — советская детская писательница и сценаристка, автор стихотворения «Мы делили апельсин…» и сценария поставленного по нему мультфильма.

## Фильмография

### Сценарист
- 1963 — Сказка о старом кедре
- 1964 — Аистёнок
- 1965 — Светлячок № 6
- 1966 — Тимошкина ёлка
- 1967 — Ну и Рыжик!
- 1969 — Пластилиновый ёжик
- 1969 — Рисунок на песке
- 1971 — Мальчик и мячик
- 1971 — Самый младший дождик
- 1975 — Ох и Ах
- 1976 — Сказка про лень
- 1976 — Апельсин
- 1977 — Ох и Ах идут в поход
- 1977 — Солнышко на нитке
- 1979 — Домашний цирк
- 1981 — Так сойдёт!
- 1982 — Дедушкин бинокль

### Текст песен
- 1978 — Алим и его ослик